# Canottaggio ai XVII Giochi paralimpici estivi
Le gare di canottaggio ai XVI Giochi paralimpici estivi si sono svolte dal 30 agosto al 1º settembre 2024 presso l'Île de loisirs de Vaires-Torcy.

## Formato e classificazione
Si sono disputate cinque competizioni, due singole e tre miste (composte sia da uomini che da donne), identificate dalla sigla PR (dall'inglese Para Rowing) seguita da un numero:
- PR1 singolo, in cui gareggia un solo atleta per imbarcazione, riservato ai vogatori senza mobilità del tronco o delle gambe;
- PR2 doppio misto, per due vogatori con funzionalità alle braccia e al tronco;
- PR3 doppio misto, anch'esso per due atleti con funzionalità alle braccia, al tronco e alle gambe;
- PR3 quattro misto, in cui gareggiano quattro vogatori (due maschili e due femminili) con funzionalità di braccia, tronco e gambe, di cui al massimo due possono essere non vedenti[2], più un timoniere[3].

In tutte le competizioni ciascun vogatore ha usato due remi, eccezion fatta per la PR3 (Quattro misto) in cui ogni atleta ha usato un remo solo. Le imbarcazioni eranno provviste di sedili fissi per gli atleti senza mobilità delle gambe.
Ogni competizione si è svolta nel corso di tre giornate; la prima è stata riservata alle batterie iniziali, la seconda ai ripescaggi e infine la terza alle due finali, una per l'assegnazione delle medaglie (chiamata "finale A") e l'altra per i singoli piazzamenti in classifica (denominata "finale B").

## Calendario
| Canottaggio ai XVII Giochi paralimpici estivi | Canottaggio ai XVII Giochi paralimpici estivi | Canottaggio ai XVII Giochi paralimpici estivi | Canottaggio ai XVII Giochi paralimpici estivi |
| Evento                                        | Data                                          | Data                                          | Data                                          |
| Evento                                        | Ven 30                                        | Sab 31                                        | Dom 1                                         |
| --------------------------------------------- | --------------------------------------------- | --------------------------------------------- | --------------------------------------------- |
| Uomini                                        | B                                             | R                                             | PR1 Singolo                                   |
| Donne                                         | B                                             | R                                             | PR1 Singolo                                   |
| Misti                                         | B                                             | R                                             | PR2 Due di coppia                             |
| Misti                                         | B                                             | R                                             | PR3 Due di coppia                             |
| Misti                                         | B                                             | R                                             | PR3 Quattro con                               |

|  | Batterie |  | Ripescaggi |  | Finali |

## Podi
| Evento                             | Oro                                                                                | Argento                                                                                 | Bronzo                                                                               |
| ---------------------------------- | ---------------------------------------------------------------------------------- | --------------------------------------------------------------------------------------- | ------------------------------------------------------------------------------------ |
| PR1 Singolo maschile (dettagli)    | Benjamin Pritchard                                                                 | Roman Poljans'kyj                                                                       | Erik Horrie                                                                          |
| PR1 Singolo femminile (dettagli)   | Moran Samuel                                                                       | Birgit Skarstein                                                                        | Nathalie Benoit                                                                      |
| PR2 Due di coppia misto (dettagli) | Regno Unito Lauren Rowles Gregg Stevenson                                          | Cina Liu Shuang Jiang Jijian                                                            | Israele Shahar Milfelder Saleh Shahin                                                |
| PR3 Due di coppia misto (dettagli) | Australia Nikki Ayers Jed Altschwager                                              | Regno Unito Sam Murray Annie Caddick                                                    | Germania Jan Helmich Hermine Krumbein                                                |
| PR3 Quattro con misto (dettagli)   | Regno Unito Francesca Allen Giedrė Rakauskaitė Josh O'Brien Ed Fuller Erin Kennedy | Stati Uniti Skylar Dahl Gemma Wollenschlaeger Alex Flynn Ben Washburne Emelie Eldracher | Francia Candyce Chafa Rémy Taranto Grégoire Bireau Margot Boulet Émilie Acquistapace |

## Medagliere
Paese ospitante
| Pos.   | Paese       | Oro | Argento | Bronzo | Totale |
| ------ | ----------- | --- | ------- | ------ | ------ |
| 1      | Regno Unito | 3   | 1       | 0      | 4      |
| 2      | Australia   | 1   | 0       | 1      | 2      |
| 2      | Israele     | 1   | 0       | 1      | 2      |
| 4      | Cina        | 0   | 1       | 0      | 1      |
| 4      | Norvegia    | 0   | 1       | 0      | 1      |
| 4      | Ucraina     | 0   | 1       | 0      | 1      |
| 4      | Stati Uniti | 0   | 1       | 0      | 1      |
| 8      | Francia     | 0   | 0       | 2      | 2      |
| 9      | Germania    | 0   | 0       | 1      | 1      |
| Totale | Totale      | 5   | 5       | 5      | 15     |